# Hoeyang-gun
Hoeyang-gun (koreanska: 회양군) är en kommun i Nordkorea.   Den ligger i provinsen Kangwŏn-do, i den södra delen av landet, 160 km öster om huvudstaden Pyongyang. Antalet invånare är 100 893. Arean är 540 kvadratkilometer.
Terrängen i Hoeyang-gun är huvudsakligen kuperad, men åt nordväst är den bergig.